# Geōrgios Neofytidīs
Geōrgios Neofytidīs (in greco Γεώργιος Νεοφυτίδης?; Salonicco, 28 luglio 2000) è un calciatore greco, centrocampista dell'Īlioupolī.

## Carriera

### Club
Ha giocato nella prima divisione dei campionati slovacco ed ungherese.

### Nazionale
Ha militato nelle nazionali giovanili greche Under-16, Under-17 ed Under-19.

## Statistiche

### Presenze e reti nei club
Statistiche aggiornate al 29 dicembre 2020.
| Stagione        | Squadra            | Campionato      | Campionato | Campionato | Coppe nazionali | Coppe nazionali | Coppe nazionali | Coppe continentali | Coppe continentali | Coppe continentali | Altre coppe | Altre coppe | Altre coppe | Totale | Totale |
| Stagione        | Squadra            | Comp            | Pres       | Reti       | Comp            | Pres            | Reti            | Comp               | Pres               | Reti               | Comp        | Pres        | Reti        | Pres   | Reti   |
| --------------- | ------------------ | --------------- | ---------- | ---------- | --------------- | --------------- | --------------- | ------------------ | ------------------ | ------------------ | ----------- | ----------- | ----------- | ------ | ------ |
| gen.-lug. 2020  | Zemplín Michalovce | SL              | 9          | 0          | CS              | 0               | 0               |                    | -                  | -                  |             | -           | -           | 9      | 0      |
| 2020-2021       | Zemplín Michalovce | SL              | 15         | 0          | CS              | 0               | 0               |                    | -                  | -                  |             | -           | -           | 15     | 0      |
| Totale carriera | Totale carriera    | Totale carriera | 24         | 0          |                 | 0               | 0               |                    | -                  | -                  |             | -           | -           | 24     | 0      |